# Vincentia
Vincentia – rodzaj ryb z rodziny apogonowatych.

## Klasyfikacja
Gatunki zaliczane do tego rodzaju:
- Vincentia badia
- Vincentia conspersa
- Vincentia macrocauda
- Vincentia novaehollandiae
- Vincentia punctata